# Batalló Edgar André
El Batalló Edgar André va ser una unitat militar formada per voluntaris internacionals que va lluitar a la Guerra Civil espanyola a favor de la República i contra els militars insurrectes. Va prendre el nom del resistent contra els nazis d'origen belga Edgar André, decapitat a Alemanya.
Es va formar el 22 d'octubre del 1936 amb uns 650 homes, sobretot alemanys i austríacs, tot i que també hi havia voluntaris escandinaus i balcànics. El comandava Hans Kahle, antic oficial de l'exèrcit imperial alemany i veterà de la Primera Guerra Mundial.
El Batalló era un dels tres que constituïren inicialment la XI Brigada Internacional, juntament amb el Batalló Comuna de París i el Dombrowski. Va participar especialment en la defensa de Madrid i en la batalla del Jarama. Després de successives desfetes, restà integrat en l'11a Brigada Mixta fins a ser desfeta definitivament a la Granadella, durant la retirada de Catalunya.